# Heptochona squalogadi
Heptochona squalogadi is een rondwormensoort uit de familie van de Rhabdochonidae. De wetenschappelijke naam van de soort is voor het eerst geldig gepubliceerd in 1978 door Soloveva.